# Jezioro Krąg
Jezioro Krąg este o arie protejată (sit de importanță comunitară — SCI) din Polonia întinsă pe o suprafață de 424,4 ha, integral pe uscat.

## Localizare
Centrul sitului Jezioro Krąg este situat la coordonatele 53°58′37″N 18°06′03″E / 53.9769°N 18.1009°E.

## Înființare
Situl Jezioro Krąg a fost declarat sit de importanță comunitară în octombrie 2009 pentru a proteja 3 specii de plante și 3 specii de animale.

## Biodiversitate
Situată în ecoregiunea continentală, aria protejată conține 2 habitate naturale: Lacuri eutrofice naturale cu vegetație de tip Magnopotamion sau Hydrocharition, Mlaștini alcaline.
La baza desemnării sitului se află mai multe specii protejate:
- plante (3): Hamatocaulis vernicosus, moșișoare (Liparis loeselii), ochii-șoricelului (Saxifraga hirculus)
- nevertebrate (3): Vertigo angustior, Vertigo geyeri, Vertigo moulinsiana